# Plagiogyria stenoptera
Plagiogyria stenoptera là một loài dương xỉ trong họ Plagiogyriaceae. Loài này được Hance Diels mô tả khoa học đầu tiên năm 1899.